# Borough royal de Greenwich
Pour les articles homonymes, voir Greenwich.
Le borough royal de Greenwich (en anglais : Royal Borough of Greenwich) est un borough du Grand Londres. Établi en 1965 par la fusion des districts métropolitains de Greenwich et de la partie sud de Woolwich (la partie de Woolwich au nord de la Tamise se trouve désormais dans le borough de Newham), il compte 286 186 habitants en 2018. À Londres, il s'agit du troisième district à porter le titre de « royal » (après Kingston upon Thames et Kensington et Chelsea), prédicat accordé en 2012, lors du jubilé de diamant d'Élisabeth II.

## Géographie
Le borough se compose d'Abbey, Abbey Wood, Blackheath Park, Charlton, Eltham, Greenwich, Kidbrooke, New Charlton, Plumstead, Shooter's Hill, Thamesmead (ouest), qui abrite la prison de haute sécurité de Belmarsh, ainsi que de Woolwich. Le club de football de Charlton est localisé dans le borough.

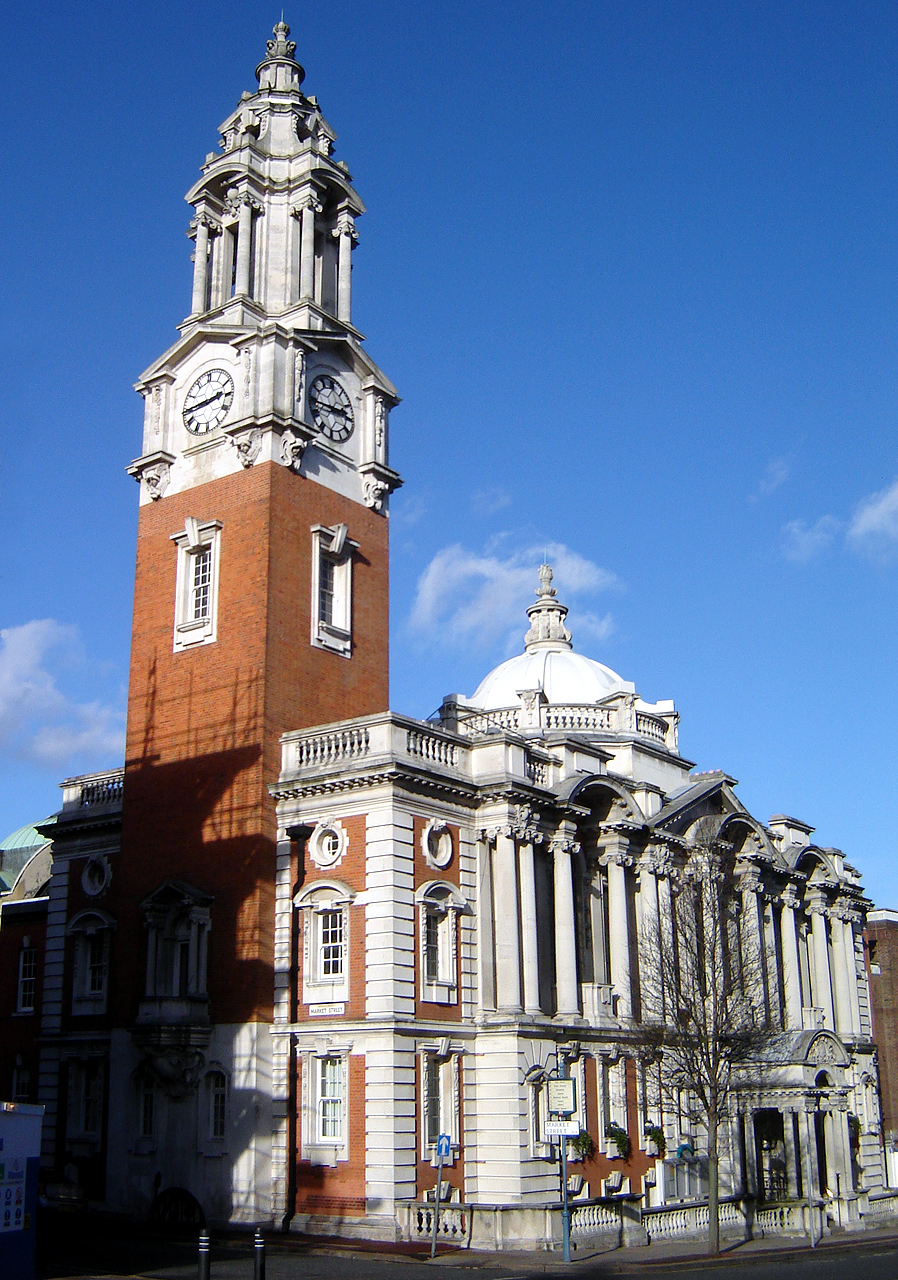
Woolwich Town Hall,
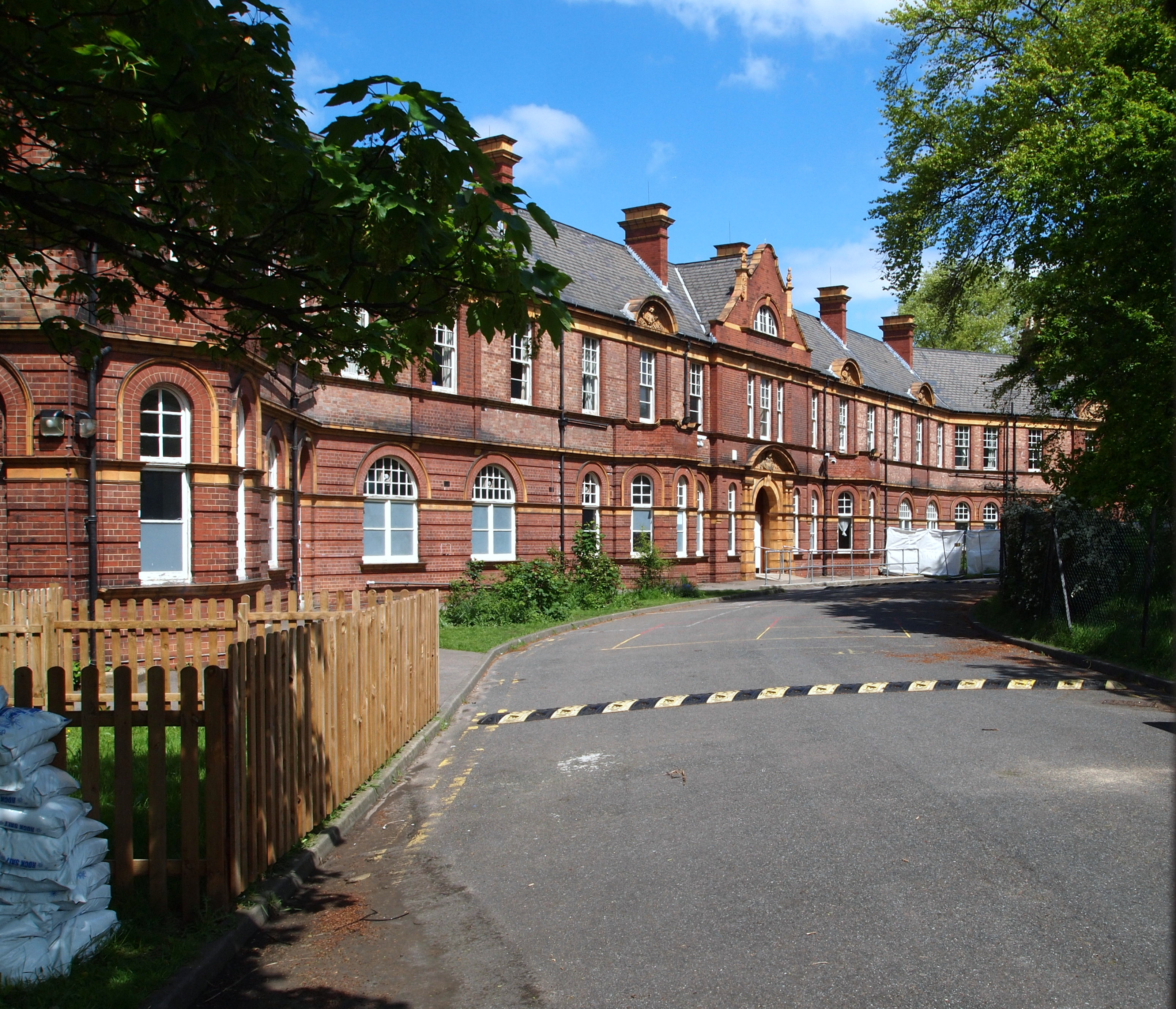
La Victoria House à Shooter's Hill.
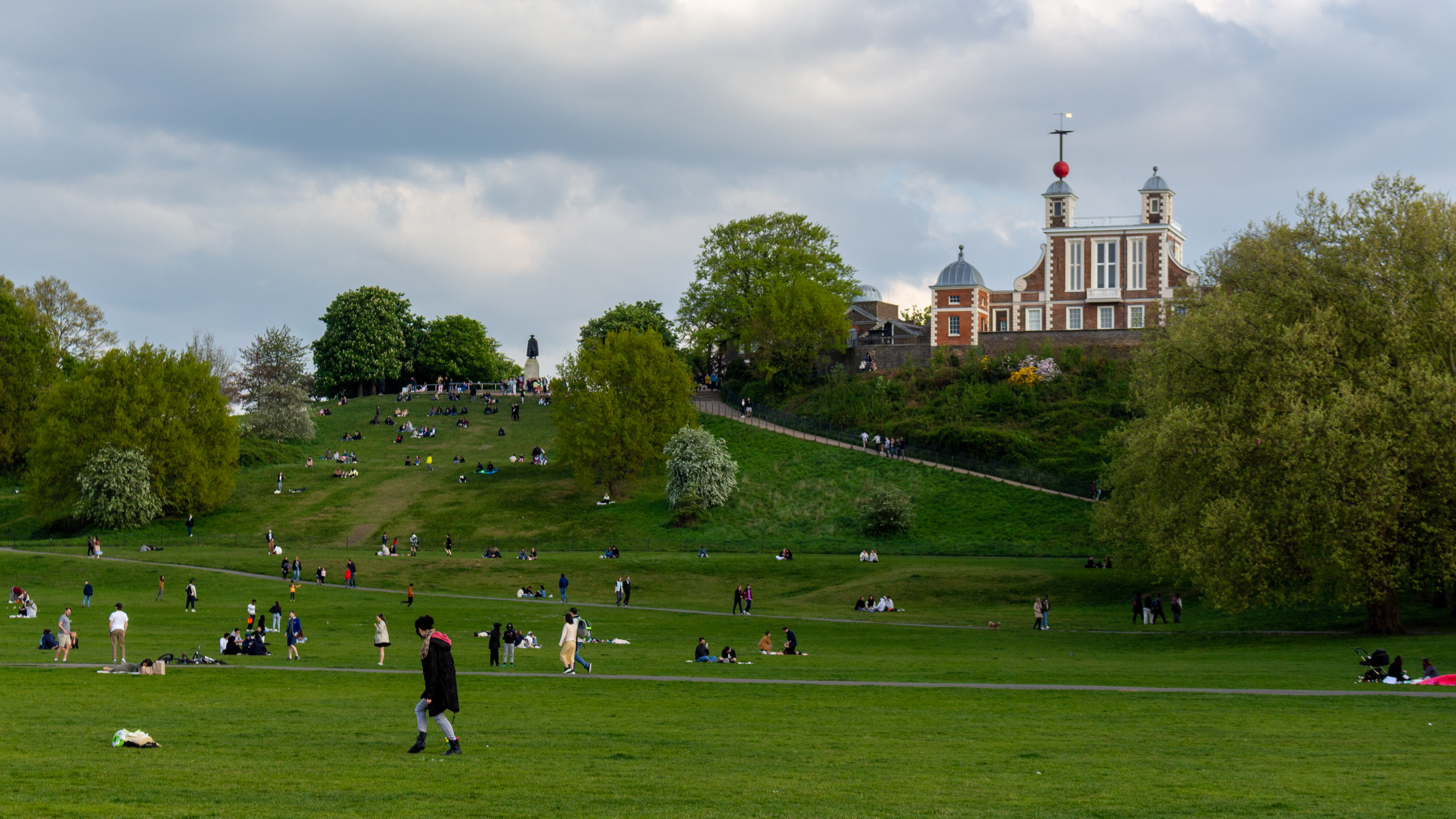
L'observatoire royal de Greenwich.
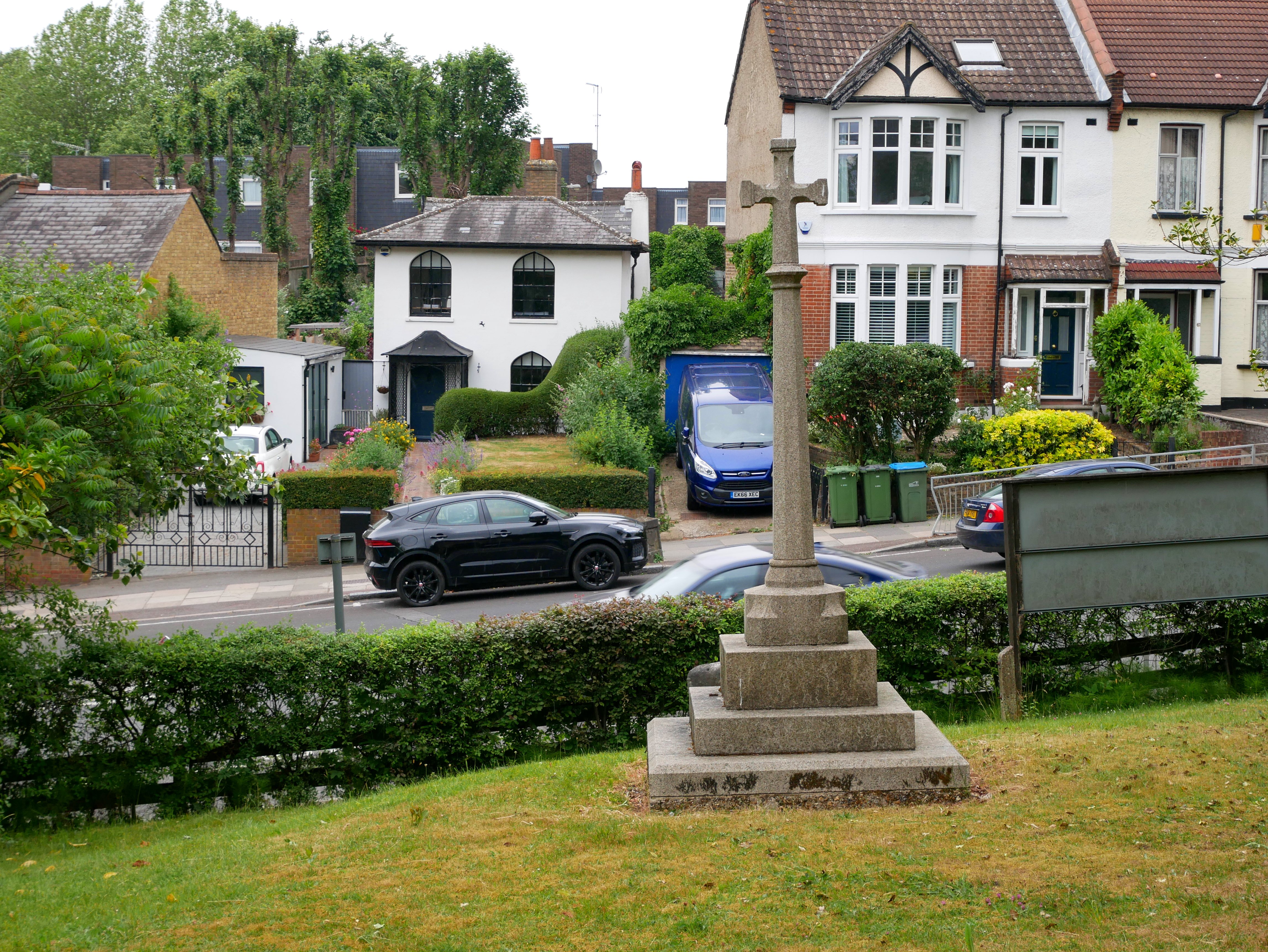
Le mémorial de guerre à Shooter's Hill.